# 診察
診察（しんさつ）とは、医師・歯科医師が患者の病状を判断するために、質問をしたり体を調べたりすること。医療行為の一つである。医療系国家資格者以外は行うことができない。
診察や検査の結果をもとに医師・歯科医師は診断を行い、治療方針を決定する。

## 診察の内容
1978年発刊の吉利和の内科診断学テキストには、武内重五郎編集の内科診断学とちがって、診察の定義を記述している項目がある。それには、臨床検査・レントゲン検査等も診察の項目に入っている。従って、医師が、自分自身が裸の状態で指と耳と目等の五感によってだけでする行為が診察ではなく、体温計・聴診器・舌圧子・血圧計・槌・音叉・眼底鏡・検尿テストテープ・顕微鏡・遠沈器等の比較的安価な診断機器を使用して診察することは、狭義の診察の前提となっている。但し、最先端の4D超音波診断装置乃至、PET,MRI,MDCT(Flat Panel 274列 CT) と言った超高額診断機器を使用しないで診察・診断することに限定すべきでもないという意見も多い。診察には、下記の内容が含まれる。なお、医科と歯科では、それほど診察の仕方が違うわけではなく、共に初診における患者の情報把握の為に重要な医療行為であり、保険点数の算定対象である。

### 医療面接
医療面接は、通常診察の最初に行われる。医師・歯科医師はまず患者の訴えを聞き、その後必要な情報を聞き出すために質問を加える。
医師・歯科医師に症状を伝えるときのポイントは「いつから、どんなきっかけで症状が出現しそれはどれくらい続いたか、どうしたら症状が楽になるか、その際に一緒に出たほかの症状はないか、その後どんなときにどれくらいの頻度で症状があり、現在まで症状に変化があるかどうか」を正確に伝えることである。服用している薬があれば、必ず現物を持参する（薬局から出される薬剤の説明書があれば、それも有用である）。
医療面接で得られた情報は以下のように分類され記録される。
主訴患者の主たる訴え、症状。
現病歴発症のきっかけから現在に至るまでの経過。
既往歴これまでにかかったことがある病気、けが。手術歴や輸血歴、アレルギーの有無は特に大切である。
薬剤歴現在服用中の薬、健康食品など。またこれまでに薬剤で副作用を起こしたことがあるかどうか。
家族歴配偶者や血縁者がかかったことがある病気。
生活歴喫煙、飲酒習慣など。
職業歴これまでに経験した職業。
渡航歴最近の（特に外国への）旅行の有無。その土地に特有の感染症などを疑うきっかけになる。
動物飼育歴人畜共通感染症やアレルギー疾患を考慮するうえで必要となる。

### 身体検査
医師が五感を用いて患者の異常の有無を調べる方法。この検査結果を身体所見または理学所見 (英: physical examination)ともいう。理学初見とは、Physicalを身体では無く、物理と解したための誤訳であるとする説もあったが、診断学の発展期に客観的な所見、すなわち器具を用いたり打診を行ったりと「物理的」な所見が重要視された時期もあることから、間違いとまでは言えない、とされている。

#### 視診
視診は、目で見て異常がないか調べる。診察室へ入るときの歩き方、表情から始まり、体格、栄養状態、皮膚の色・つや、腫れ、変形、皮疹の有無、粘膜の状態などが観察される。

#### 聴診
聴診は、聴診器で音を聞いて異常がないか調べる。心音、呼吸音、腸管蠕動音などが聴取される。

#### 触診
触診は、手で触って異常がないか調べる。手触り、温度、硬さ、弾力、腫瘤の有無、圧痛の有無など、様々な所見がとられる。

#### 打診
打診は、手や器具でたたいて調べる。胸部を指でたたいて反響音を確かめたり、関節の近くをハンマーでたたいて反射を確かめたりする。1761年オーストリアのレオポルト・アウエンブルッガー医師が発見した直接打診法（体表を直接叩く方法）と間接打診法（体表の上に手または打診板を置いて、その上から叩く方法）がある。また、打診した際の打診音の種類は以下のようになる。
清音（共鳴音）大きい音で澄んだ音、正常肺野で聴かれる。
絶対的濁音心臓が直接、前胸壁に接している部分で聴取される。
比較的濁音心臓の一部が肺に覆われている部分で聴取される。
平坦音大腿部などで聴取される。
濁音小さい音、肝臓や心臓などの実質臓器で聴かれる。無気肺、胸水、腹水、胸膜炎、心嚢液貯留などが考えられる。
鼓音大きい音で太鼓様の音、胃や腸管などで聴かれる。空洞、嚢胞、気胸、肺気腫などが考えられる。
過共鳴音（共鳴亢進音）鼓音の別名。気胸、肺気腫などで聞かれる。
猫音心臓弁膜症で聴取される。
コマ音頚静脈で聴取される静脈音。甲状腺機能亢進症（バセドウ病）、鉄欠乏性貧血などの高い貧血などで聴取される。

### その他
専門科によっては眼底検査、内診、神経学的所見など特殊な診察が行われる。

## 東洋医学の診察（四診）
四診とは望診、聞診、問診、切診から成る東洋医学独特の診察方法である。現在では経絡治療をおこなう鍼灸師（はり師、きゅう師）が使う診察法。
- 望診とは体型、皮膚の色、光沢等を視て診察する方法（舌診も望診に含まれる）
- 聞診とは声の状態や体臭を嗅いで診察する方法
- 問診とは病理に関連した病証を問うて診察する方法
- 切診とは患者に触れて診察する方法（脈診、腹診、背診、経絡触診、察診）